# Neoblastobasis spiniharpella
Neoblastobasis spiniharpella är en fjärilsart som beskrevs av Sinev. Neoblastobasis spiniharpella ingår i släktet Neoblastobasis och familjen förnamalar. Inga underarter finns listade i Catalogue of Life.